# Mayo (Florida)
Mayo ist eine Stadt und zudem der County Seat des Lafayette County im US-Bundesstaat Florida. Das U.S. Census Bureau hat bei der Volkszählung 2020 eine Einwohnerzahl von 1.055 ermittelt.

## Geographie
Mayo liegt etwa 120 Kilometer südöstlich von Tallahassee.

## Demographische Daten
Laut der Volkszählung 2010 verteilten sich die damaligen 1237 Einwohner auf 567 Haushalte. Die Bevölkerungsdichte lag bei 589,0 Einw./km². 60,6 % der Bevölkerung bezeichneten sich als Weiße, 24,6 % als Afroamerikaner, 0,2 % als Indianer und 0,6 % als Asian Americans. 11,1 % gaben die Angehörigkeit zu einer anderen Ethnie und 3,0 % zu mehreren Ethnien an. 17,1 % der Bevölkerung bestand aus Hispanics oder Latinos.
Im Jahr 2010 lebten in 43,5 % aller Haushalte Kinder unter 18 Jahren sowie 32,4 % aller Haushalte Personen mit mindestens 65 Jahren. 63,6 % der Haushalte waren Familienhaushalte (bestehend aus verheirateten Paaren mit oder ohne Nachkommen bzw. einem Elternteil mit Nachkomme). Die durchschnittliche Größe eines Haushalts lag bei 2,76 Personen und die durchschnittliche Familiengröße bei 3,36 Personen.
32,1 % der Bevölkerung waren jünger als 20 Jahre, 25,4 % waren 20 bis 39 Jahre alt, 21,0 % waren 40 bis 59 Jahre alt und 21,4 % waren mindestens 60 Jahre alt. Das mittlere Alter betrug 34 Jahre. 46,6 % der Bevölkerung waren männlich und 53,3 % weiblich.
Das durchschnittliche Jahreseinkommen lag bei 29.423 $, dabei lebten 39,2 % der Bevölkerung unter der Armutsgrenze.
Im Jahr 2000 war Englisch die Muttersprache von 82,81 % der Bevölkerung und spanisch sprachen 17,19 %.

## Verkehr
Mayo wird vom U.S. Highway 27 (SR 20) sowie der Florida State Road 51 durchquert.
Der nächste Flughafen ist der etwa 100 Kilometer südöstlich gelegene Gainesville Regional Airport.